# Tobia Bocchi
Tobia Bocchi (Parma, 7 aprile 1997) è un ex triplista italiano.
Ha rappresentato l'Italia agli Europei indoor di Glasgow 2019 (suo esordio con la Nazionale assoluta) e ai Giochi olimpici di Tokyo 2020; in carriera ha inoltre vinto un argento ai Giochi del Mediterraneo 2022 e agli Europei juniores 2015.

## Biografia

### Dagli inizi al 2016
Nato a Parma da Carlo Bocchi e Lucia Gozzi (ha due sorelle di nome Marta ed Emma), si avvicina all’atletica leggera nel 2006, all’età di 9 anni, con l’FMI Parma Sprint; nel 2013 è passato al CUS Parma dove è rimasto per tre stagioni. Durante il biennio 2016-2017 ha mantenuto il doppio tesseramento con i Carabinieri e l’Università statunitense UCLA Bruins di Los Angeles. Dal 2018 è tesserato per il CUS Parma ed i Carabinieri. Il suo allenatore è Renato Conte.
Nel 2012 ai campionati italiani cadetti di Jesolo vince il suo primo titolo nazionale giovanile nel salto triplo. Il 10 dicembre sigla a Parma il nuovo record italiano cadetti indoor nel salto triplo, facendo segnare la misura di 14,64 metri. Nel 2013 disputa le qualificazioni dei Mondiali allievi a Donec'k, non riuscendo ad accedere alla finale. Il 6 ottobre dello stesso anno si laurea campione allievi nel salto triplo a Jesolo, mentre il 3 dicembre ha vinto la medaglia d’oro alle Gymnasiadi di Brasilia. Il 16 febbraio del 2014 diventa campione allievi al coperto ad Ancona. Il 1º giugno gareggia ai Trials europei dei giochi olimpici giovanili di Baku terminando al terzo posto. Il 22 giugno si riconferma campione allievi nel triplo a Rieti ed il 25 agosto vince la medaglia d’argento ai Giochi olimpici giovanili di Nanchino.
Il 14 giugno 2015 vince a Rieti il titolo juniores, mentre il 19 luglio dello stesso anno si laurea vicecampione nel triplo agli Europei juniores di Eskilstuna; la settimana seguente vince invece il bronzo agli assoluti di Torino, siglando il nuovo record italiano juniores con la misura di 16,54 metri. Nel 2016 prende parte ai mondiali under 20 di Bydgoszcz, non riuscendo ad accedere alla finale.

### 2017-
Dopo un 2017 di transizione, nel gennaio del 2018 rientra in Italia e, dopo aver saltato la stagione al coperto, vince la medaglia d’argento prima ai nazionali universitari di Isernia e poi agli italiani promesse di Agropoli. Il 10 giugno giunge quinto ai campionati del Mediterraneo under 23 di Jesolo. Nel mese di febbraio del 2019 ad Ancona prima vince il titolo italiano promesse indoor e poi si laurea vicecampione nazionale assoluto al coperto. Il 1º marzo esordisce con la Nazionale assoluta agli Europei indoor di Glasgow in Gran Bretagna: non riesce però a qualificarsi per la finale.
Nel 2021 partecipa agli europei indoor di Toruń, classificandosi al quarto posto. Nel giugno dello stesso anno ha ottenuto la qualificazione ai Giochi olimpici estivi di Tokyo 2021 durante i campionati italiani assoluti di Rovereto, realizzando esattamente lo standard richiesto di 17,14 metri. Tornerà dal Giappone con un tredicesimo posto nelle qualificazioni, che gli impedisce di partecipare alla finale per soli cinque centimetri.
L'anno successivo prende parte ai Giochi del Mediterraneo di Orano, dove conquista la medaglia d'argento classificandosi alle spalle solamente dell'algerino Yasser Triki; ai successivi mondiali di Eugene arriva quindicesimo nelle qualificazioni (mancando la finale), mentre agli europei di Monaco di Baviera arriva ai piedi del podio, quarto, a quindici centimetri dalla medaglia di bronzo conquistata dal francese Jean-Marc Pontvianne.
Il 2023 inizia con un sesto posto agli europei indoor di Istanbul; a giugno vince invece la gara di salto triplo ai campionati europei a squadre (e, contestualmente, anche la medaglia d'oro ai Giochi europei), contribuendo alla prima affermazione della nazionale italiana nella storia della competizione. Partecipa anche ai campionati mondiali di Budapest, dove arriva tredicesimo mancando la qualificazione all'atto finale per cinque centimetri, esattamente come due anni prima a Tokyo.

### Traguardi sportivo-agonistici raggiunti
A settembre 2023 è l’ottavo triplista italiano di sempre con un personale di 17,26 metri e il settimo al coperto con 16,89 m.
Ai campionati italiani giovanili è titolato nel salto triplo in tutte le categorie: promesse (under 23), juniores (under 20), allievi (under 18) e cadetti (under 16), mentre sia agli assoluti indoor che ai campionati nazionali universitari è stato vicecampione italiano; da quando ha potuto iniziare a partecipare ai campionati italiani assoluti (al primo anno tra gli allievi, esordio a Milano 2013) è stato sempre finalista (così come in tutti quanti i campionati nazionali giovanili ed universitari a cui ha preso parte) nel salto triplo, tranne che a Trieste 2017 (edizione in cui era assente).
Ai campionati italiani cadetti ha inanellato 11 podi (con 7 medaglie d’oro) in dodici finali disputate.
Il suo nominativo è presente in tutte le categorie nelle liste italiane giovanili all time: è il primatista italiano sia tra gli juniores (16,54 metri) che fra i cadetti indoor (14,64 m); inoltre è il secondo miglior under 18 (16,04 m), il terzo promesse indoor (16,71 m), il quarto under 16 (14,61 m), il quinto under 20 indoor (15,90 m) ed il sesto tra gli allievi indoor (14,83 m).

## Record nazionali
Cadetti
- Salto triplo indoor: 14,64 metri ( Parma, 10 dicembre 2012)[10]

## Progressione

### Salto triplo
| Stagione | Misura  | Luogo     | Data      | Rank. Mond. |
| -------- | ------- | --------- | --------- | ----------- |
| 2023     | 17,26 m | Castellón | 14-6-2023 |             |
| 2022     | 16,93 m | Orano     | 30-6-2022 |             |
| 2021     | 17,14 m | Rovereto  | 27-6-2021 |             |
| 2020     | 16,62 m | Trieste   | 1-8-2020  |             |
| 2019     | 16,73 m | Gavle     | 13-7-2019 |             |
| 2018     | 16,28 m | Savona    | 23-5-2018 |             |
| 2016     | 15,94 m | Mataró    | 6-7-2016  |             |
| 2015     | 16,54 m | Torino    | 26-7-2015 |             |
| 2014     | 16,04 m | Rieti     | 22-6-2014 |             |
| 2013     | 15,57 m | Brasilia  | 3-12-2013 |             |
| 2012     | 14,61 m | Jesolo    | 6-10-2012 |             |

### Salto triplo indoor
| Stagione | Misura  | Luogo       | Data      | Rank. Mond. |
| -------- | ------- | ----------- | --------- | ----------- |
| 2022/23  | 16,83 m | Ancona      | 19-2-2023 |             |
| 2020/21  | 16,89 m | Liévin      | 9-2-2021  |             |
| 2019/20  | 16,46 m | Ancona      | 23-2-2020 |             |
| 2018/19  | 16,71 m | Ancona      | 17-2-2019 |             |
| 2016/17  | 15,51 m | Albuquerque | 11-2-2017 |             |
| 2015/16  | 15,52 m | Ancona      | 7-2-2016  |             |
| 2014/15  | 15,90 m | Lione       | 28-2-2015 |             |
| 2013/14  | 14,78 m | Ancona      | 16-2-2014 |             |
| 2012/13  | 14,83 m | Ancona      | 24-2-2013 |             |

## Palmarès
| Anno | Manifestazione            | Sede       | Evento       | Risultato | Prestazione | Note                                     |
| ---- | ------------------------- | ---------- | ------------ | --------- | ----------- | ---------------------------------------- |
| 2013 | Mondiali U18              | Donec'k    | Salto triplo | 27º       | 14,59 m     | [ 11 ]                                   |
| 2014 | Giochi olimpici giovanili | Nanchino   | Salto triplo | Argento   | 16,01 m     | [ 12 ]                                   |
| 2015 | Europei U20               | Eskilstuna | Salto triplo | Argento   | 16,51 m     | w                                        |
| 2016 | Mondiali U20              | Bydgoszcz  | Salto triplo | 14º (q)   | 15,74 m     | [ 14 ]                                   |
| 2018 | Mediterraneo U23          | Jesolo     | Salto triplo | 5º        | 15,76 m     | [ 15 ]                                   |
| 2019 | Europei indoor            | Glasgow    | Salto triplo | 13º (q)   | 16,23 m     | [ 16 ]                                   |
| 2019 | Europei U23               | Gävle      | Salto triplo | 4º        | 16,59 m     |                                          |
| 2021 | Europei indoor            | Toruń      | Salto triplo | 4º        | 16,65 m     |                                          |
| 2021 | Giochi olimpici           | Tokyo      | Salto triplo | 13º (q)   | 16,78 m     |                                          |
| 2022 | Giochi del Mediterraneo   | Orano      | Salto triplo | Argento   | 16,93 m     | Miglior prestazione personale stagionale |
| 2022 | Mondiali                  | Eugene     | Salto triplo | 15º (q)   | 16,58 m     |                                          |
| 2022 | Europei                   | Monaco     | Salto triplo | 4º        | 16,79 m     |                                          |
| 2023 | Europei indoor            | Istanbul   | Salto triplo | 6º        | 16,39 m     |                                          |
| 2023 | Giochi europei            | Chorzów    | Salto triplo | Oro       | 16,84 m     | [ 17 ]                                   |
| 2023 | Giochi europei            | Chorzów    | A squadre    | Oro       | 426,5 p.    | [ 17 ]                                   |
| 2023 | Mondiali                  | Budapest   | Salto triplo | 13º (q)   | 16,66 m     |                                          |
| 2024 | Europei                   | Roma       | Salto triplo | 11º       | 16,18 m     |                                          |

## Campionati nazionali
- 1 volta campione nazionale assoluto del salto triplo (2021)
- 2 volte campione nazionale assoluto indoor del salto triplo (2021, 2023)
- 1 volta campione nazionale promesse del salto triplo (2019)
- 1 volta campione nazionale promesse indoor del salto triplo (2019)
- 1 volta campione nazionale juniores del salto triplo (2015)
- 1 volta campione nazionale juniores indoor del salto triplo (2016)
- 2 volte campione nazionale allievi del salto triplo (2013, 2014)
- 1 volta campione nazionale allievi indoor del salto triplo (2014)
- 1 volta campione nazionale cadetti del salto triplo (2012)

2011
- 17º ai campionati italiani cadetti (Jesolo), salto triplo - 12,22 m[18]

2012
- Oro ai campionati italiani cadetti (Jesolo), salto triplo - 14,61 m [19]

2013
- Argento ai campionati italiani allievi indoor (Ancona), salto triplo - 14,83 m [20]
- 13º ai campionati italiani assoluti (Milano), salto triplo - 14,55 m[21]
- Oro ai campionati italiani allievi (Jesolo), salto triplo - 15,24 m[22]

2014
- Oro ai campionati italiani allievi indoor (Ancona), salto triplo - 14,78 m [23]
- Oro ai campionati italiani allievi (Rieti), salto triplo - 16,04 m [24]
- 7º ai campionati italiani assoluti (Rovereto), salto triplo - 15,25 m[25]

2015
- Bronzo ai campionati italiani juniores indoor (Ancona), salto triplo - 14,84 m[26]
- 6º ai campionati italiani assoluti indoor (Padova), salto triplo - 15,69 m[27]
- Oro ai campionati italiani juniores (Rieti), salto triplo - 16,15 m[28]
- Bronzo ai campionati italiani assoluti (Torino), salto triplo - 16,54 m [29]

2016
- Oro ai campionati italiani juniores indoor (Ancona), salto triplo - 15,52 m [30]
- Argento ai campionati italiani juniores (Bressanone), salto triplo - 14,82 m[31]
- In finale ai campionati italiani assoluti (Rieti), salto triplo - dns[32]

2018
- Argento ai campionati nazionali universitari (Isernia), salto triplo - 15,66 m w[33]
- Argento ai campionati italiani promesse (Agropoli), salto triplo - 16,04 m w[34]
- 8º ai campionati italiani assoluti (Pescara), salto triplo - 15,85 m[35]

2019
- Oro ai campionati italiani promesse indoor (Ancona), salto triplo - 16,45 m[36]
- Argento ai campionati italiani assoluti indoor (Ancona), salto triplo - 16,71 m [37]
- Oro ai campionati italiani promesse (Rieti), salto triplo - 16,43 m

2020
- 4º ai campionati italiani assoluti indoor (Ancona), salto triplo - 16,46 m
- Argento ai campionati italiani assoluti (Padova), salto triplo - 16,50 m

2021
- Oro ai campionati italiani assoluti indoor (Ancona), salto triplo - 16,79 m
- Oro ai campionati italiani assoluti (Rovereto), salto triplo - 17,14 m

2022
- Argento ai campionati italiani assoluti (Rieti), salto triplo - 16,86 m

2023
- Oro ai campionati italiani assoluti indoor (Ancona), salto triplo - 16,83 m
- 4º ai campionati italiani assoluti (Molfetta), salto triplo - 16,39 m

2024
- Argento ai campionati italiani assoluti (La Spezia), salto triplo - 16,37 m

## Altre competizioni internazionali
2013
- Oro alle Gymnasiadi ( Brasilia), salto triplo - 15,57 m [38]

2014
- Bronzo ai Trials europei per i Giochi olimpici giovanili ( Baku), salto triplo - 15,57 m [12]

2023
- Campionati europei a squadre di atletica leggera ( Chorzów)
- Oro ai Campionati europei a squadre di atletica leggera ( Chorzów), salto triplo - 16,84 m